# 에이던 길런
에이든 길런(Aidan Gillen, 영어 발음: /ˌeɪdn ˈɡɪlən/, 1968년 4월 24일 ~ )은 아일랜드의 배우이다. 텔레비전, 연극, 영화 분야에서 모두 활동하고 있다. 《퀴어 애즈 포크》(1999-2000)를 통해 2000년 제46회 영국 아카데미 텔레비전상 남우주연상 후보에 지명되었으며, 해럴드 핀터의 《관리인》(2003)으로 2004년 제58회 토니상과 제29회 드라마 데스크상의 연극 부문 남우조연상 후보에 동시에 올랐다. 《트리클 주니어》(2010)로 2010년 제13회 영국 독립 영화상 남우주연상 후보가 되었다.

## 출연 작품

### 영화
| 연도 | 제목                         | 원제                             | 배역                 | 비고           |
| ---- | ---------------------------- | -------------------------------- | -------------------- | -------------- |
| 1995 | 단짝 친구들                  | Circle of Friends                | 에이든               |                |
| 1996 | 어느 어머니 아들             | Some Mother's Son                | 제러드 퀴글리        |                |
| 2000 | 청춘 보고서                  | The Low Down                     | 프랭크               |                |
| 2002 | 라스트 쇼                    | The Final Curtain                | 데이브 터너          |                |
| 2003 | 상하이 나이츠                | Shanghai Knights                 | 넬슨 래스본 경       |                |
| 2008 | 엘리베이터                   | Blackout                         | 칼                   |                |
| 2009 | 12 라운드                    | 12 Rounds                        | 마일스 잭슨          |                |
| 2010 | 트리클 주니어                | Treacle Jr.                      | 에이든               |                |
| 2011 | 웨이크 우드                  | Wake Wood                        | 패트릭               |                |
| 2011 | 블리츠                       | Blitz                            | 배리 "블리츠" 와이스 |                |
| 2012 | 섀도우 댄서                  | Shadow Dancer                    | 제리                 |                |
| 2012 | 다크 나이트 라이즈           | The Dark Knight Rises            | CIA 첩보원 빌 윌슨   |                |
| 2014 | 캘버리                       | Calvary                          | 의사 프랭크 하트     |                |
| 2015 | 메이즈 러너: 스코치 트라이얼 | Maze Runner: The Scorch Trials   | 잰슨                 |                |
| 2016 | 싱 스트리트                  | Sing Street                      | 로버트               |                |
| 2017 | 킹 아서: 제왕의 검           | King Arthur: Legend of the Sword | 구스팻 빌            |                |
| 2017 | 더 러버스                    | The Lovers                       | 로버트               |                |
| 2017 | 픽업스                       | Pickups                          | 에이든               | 공동 각본 겸임 |
| 2018 | 메이즈 러너: 데스 큐어       | Maze Runner: The Death Cure      | 잰슨                 |                |
| 2018 | 보헤미안 랩소디              | Bohemian Rhapsody                | 존 리드              |                |
| 2021 | 내가 죽기를 바라는 자들      | Those Who Wish Me Dead           | 잭 블랙웰            |                |

### 텔레비전
- Screenplay (1993) - "Safe" 편
- 퀴어 애즈 포크 (1999-2000)
- 더 와이어 (2004-08)
- 왕좌의 게임 (2011-17)
- 피키 블라인더스 (2017-19)
- 프로젝트 블루북 (2019-20)
- 메이어 오브 킹스타운 (2021-24)

### 비디오 게임
- 퀀텀 브레이크 (2016) - 목소리/모션 캡처